# NGC 3407
NGC 3407 је елиптична галаксија у сазвежђу Велики медвед која се налази на NGC листи објеката дубоког неба.
Деклинација објекта је + 61° 22' 46" а ректасцензија 10h 52m 17,8s. Привидна величина (магнитуда) објекта NGC 3407 износи 13,6 а фотографска магнитуда 14,6. NGC 3407 је још познат и под ознакама UGC 5978, MCG 10-16-17, CGCG 291-7, PGC 32626.